# 格兰杰 (华盛顿州)
格兰杰（英文：Granger），是美国华盛顿州雅基马县下属的一座城市。根据 2000年美国人口普查，该市有人口2,530人。根据2010年美国人口普查，该市有人口3,246人。而2011年估计该市有3,298人。